# Verbascum scoparium
Verbascum scoparium är en flenörtsväxtart som beskrevs av V. Mozaffarian. Verbascum scoparium ingår i släktet kungsljus, och familjen flenörtsväxter. Inga underarter finns listade i Catalogue of Life.